# 大野地域 (佐世保市)
大野地域（おおのちいき）は、長崎県佐世保市中北部の地域である。
旧北松浦郡大野町。相神浦七ヶ村の1つ。豆粒文土器が出土した泉福寺洞窟がある。

## 地理
- 相浦川

## 町名
1958年（昭和33年）、免・字を廃止し、町を設置した。
| 町名設置前 | 町名設置後 |
| ---------- | ---------- |
| 大野田原免 | 大野町     |
| 瀬戸越免   | 瀬戸越町   |
| 原分田原免 | 田原町     |
| 知見寺免   | 知見寺町   |
| 原分岡免   | 原分町     |
| 松瀬岡免   | 松瀬町     |
| 松原免     | 松原町     |
| 矢峰免     | 矢峰町     |

- 地形などによる町名の分割方法とは違った住宅地の分布（公民館区）による地域区分も存在する。[2]
- 大野町（おおのちょう）

サイクリングロードとなった柚木線廃線跡から相浦川右岸にかけての平地からなり、大野中学校下手から池野公園まで、東西1km以上、幅200m以下で細長く続く。地域を代表する地名であるが、核になる施設がない純然たる住宅・小売店の集中地域。
- 瀬戸越町（せとごえちょう）

市民には「せとごし」の誤読で広く知られている。相浦川左岸一帯を指し、春日小学校区となっている。1985年（昭和60年）に瀬戸越1 - 4丁目が独立し、国道204号の西側の前岳山麓一帯のみ瀬戸越町として残った。眼鏡岩（平戸八景）付近の住宅地をのぞくと山林に覆われ、麓に西蓮寺や町工場が点在している。
- 田原町（たばるちょう）

大野支所・左石駅・佐世保北郵便局が位置する、実質的に大野地区の中心地。旧町時代からの保険会社や銀行支店、比較的大きな病院が多い。大野小学校や長崎県立佐世保西高等学校・大野幼稚園・あさひ保育園を含む文教地域でもあり、学習塾や習い事教室も多い。
- 知見寺町（ちけんじちょう）

地名にある「知見寺」という寺院は実際には存在していない。北部に位置し、世知原町境の稜線から続く山腹に広がる。緩やかな斜面のため、溜池が多く、水田も中腹では発達しており、山林は集落が途絶えた町境付近に広がる。中腹の石盛山付近には広大なゴルフ場が開かれている。
- 原分町（はるぶんちょう）

市民からは「はらぶんちょう」と呼ばれる事が多い。西端に位置し、相浦川右岸から知見寺町に至る斜面上の住宅密集地。地滑り地帯でもあり、1997年には家屋が真ん中で折れる地滑り被害の映像が全国に流れた。道路は狭く屈曲している。国道沿いにはロードサイドショップが並ぶ。
- 松瀬町（まつせちょう）

大野町の北側にかぶさるように展開する住宅地。北部の知見寺町との境付近の山林地方から東部の池野地区（大野町との境）、西部の原分町との境の住宅地まで広範囲にわたる。大野中学校を起点とし、県道151号線沿いに民家が集中している。このため、佐世保市交通局（佐世保市営バス）天久保線（終点が松瀬町）も設定されている。最上段に岩下洞穴が発見された。山林や棚田も残っているが、大野町側の斜面にも新しい宅地開発も進んでいる。
- 松原町（まつばらちょう）

国道498号沿いに瀬戸越から続くロードサイドショップが最下段に位置し、買い物客で賑わう。ロードサイドショップを外れると、急に山深くなり、烏帽子岳北麓の緩やかな斜面に連なる。このため、町域のほとんどが山林で占められる。
- 矢峰町（やみねちょう）

東端に位置し、柚木地域に至る。柚木との境は台地が相浦川まで張り出し、地形的には明確に離れている。佐世保市交通局矢峰営業所が位置するため、ここまでバスの往来が激しい。ロードサイドショップの東端にあたり、周辺は郊外住宅地となっている。
- 瀬戸越1 - 4丁目

1985年（昭和60年）、住居表示実施により、国道204号より東側すべてが分立した。中央部の1丁目は泉福寺洞窟を含む丘陵地で人口希薄地帯だったが、春日の杜ニュータウンが新たに開発されて大きく変容した。東部の2丁目は長崎労災病院を含む古いロードサイドショップ群で、松原町の開発によって衰退する一方、高層アパート化が進んでいる。春日小学校から長崎県立佐世保工業高等学校に至る谷に位置する3丁目は、古くから住宅地として開けていた。国道204号と498号が合流する4丁目にはロードサイドショップが林立し、佐々町に移転した西肥自動車大野営業所跡地には、大野モールができ、新しい商業地の中心になっている。

## 交通

### バス
- 西肥バス
  - 大野バス停・大野モール前に大野待合所がある。
  - 佐世保駅前から北部方面行きが大きく「大野経由」と「日野経由」に分かれ、佐々バスセンターより先の吉井などに向かう路線は全て大野を経由する。以下では大野地区内で国道204号から分岐する路線を示す。
  - [W2]佐世保駅前 - 大野 - 四条橋 - 池野 - 柚木
  - [W3]佐世保駅前 - 左石 - 矢峰 - 柚木
  - [T5]佐世保駅前 - 大野 - 四条橋 - 天の久保 - 知見寺耳切 - 世知原
  - [T6]佐世保駅前 - 大野 - 四条橋 - 天の久保 - 知見寺耳切 - 世知原 - 吉井
- 大野まめバス
  - 才牟田線 大野モール - 大野 - 四条橋 - 坂の上分道 - 才牟田 - 上楠木公民館
  - 岩下洞穴・瀬戸越団地線 大野モール - 瀬戸越団地 - 淀姫神社 - 岩下洞穴前
- させぼバス
  - 旧佐世保市営バスの路線 - 現在も西肥バス兼させぼバスの営業所が矢峰町にあるため、矢峰行きが日中7〜14本/時、最大で18本 (平日8時台) といった高密度で運行されている。
  - [W4]佐世保駅前 - 左石 - 矢峰
  - [T4]佐世保駅前 - 大野 - 西高校入口 - 坂の上分道 - 十文野 - 小川内公民館前
  - [T7]佐世保駅前 - 大野 - 四条橋 - ( 岩下洞穴入口 : 天の久保行のみ) - 天の久保
  - その他、佐世保駅前 - 大野 - 西高校入口 ( - 中里、相浦方面 )
  - 矢峰- 大野 - 西高校入口 ( -中里-日野、SSK相浦循環線  )
  - 矢峰 -  俵町( - 松浦町国際通り-日野、SSK相浦循環線 )

### 鉄道
- 松浦鉄道西九州線
  - 左石駅 - 泉福寺駅

## 道路
- 国道204号
- 国道498号
- 長崎県道151号佐世保世知原線

## 施設

### 公共
- 佐世保市役所大野支所
- 大野地区公民館
- 長崎労災病院
- 佐世保北郵便局
- 佐世保松瀬簡易郵便局
- 佐世保矢峰郵便局
- 瀬戸越簡易郵便局

### 教育機関

#### 高等学校
- 長崎県立佐世保西高等学校
- 長崎県立佐世保工業高等学校

#### 中学校
- 佐世保市立大野中学校

#### 小学校
- 佐世保市立大野小学校
- 佐世保市立春日小学校

### 商業
- 大野モール
  - エレナ大野店
- マルキョウ大野店
- 佐世保ショッピングアベニュー矢峰
  - マックスバリュ池野店
  - ユニクロ佐世保矢峰店
  - ジョイフル矢峰店
  - ドラッグストアモリ矢峰店
  - ほっともっと佐世保矢峰店
  - ダイソー佐世保矢峰店
  - ブリスにしやま矢峰店
- まつばや矢峰店
- ダイレックス矢峰店
- 泉福寺ショッピングセンター